# Louis Renault (industriel)
Pour les articles homonymes, voir Renault (homonymie) et Louis Renault.

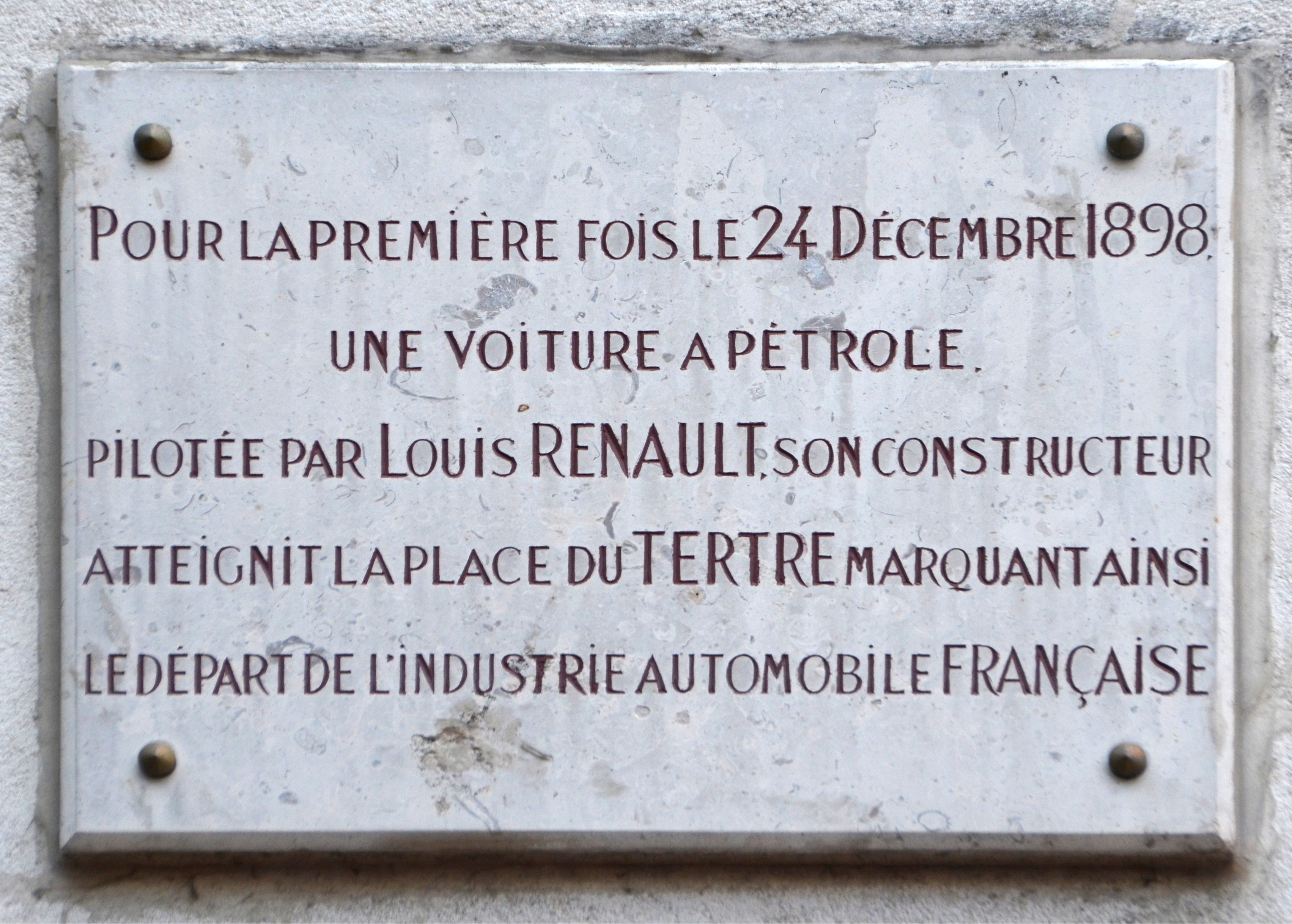
Plaque - Place du Tertre

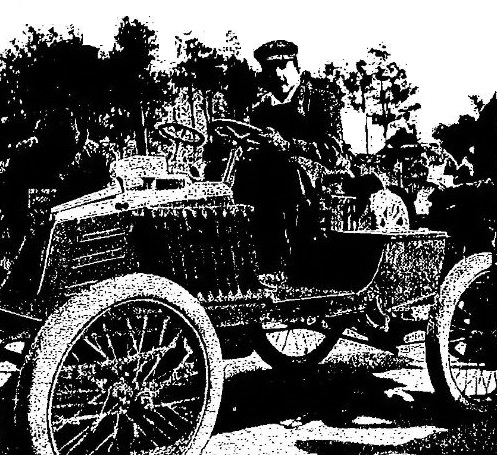
Au Paris-Berlin 1901.

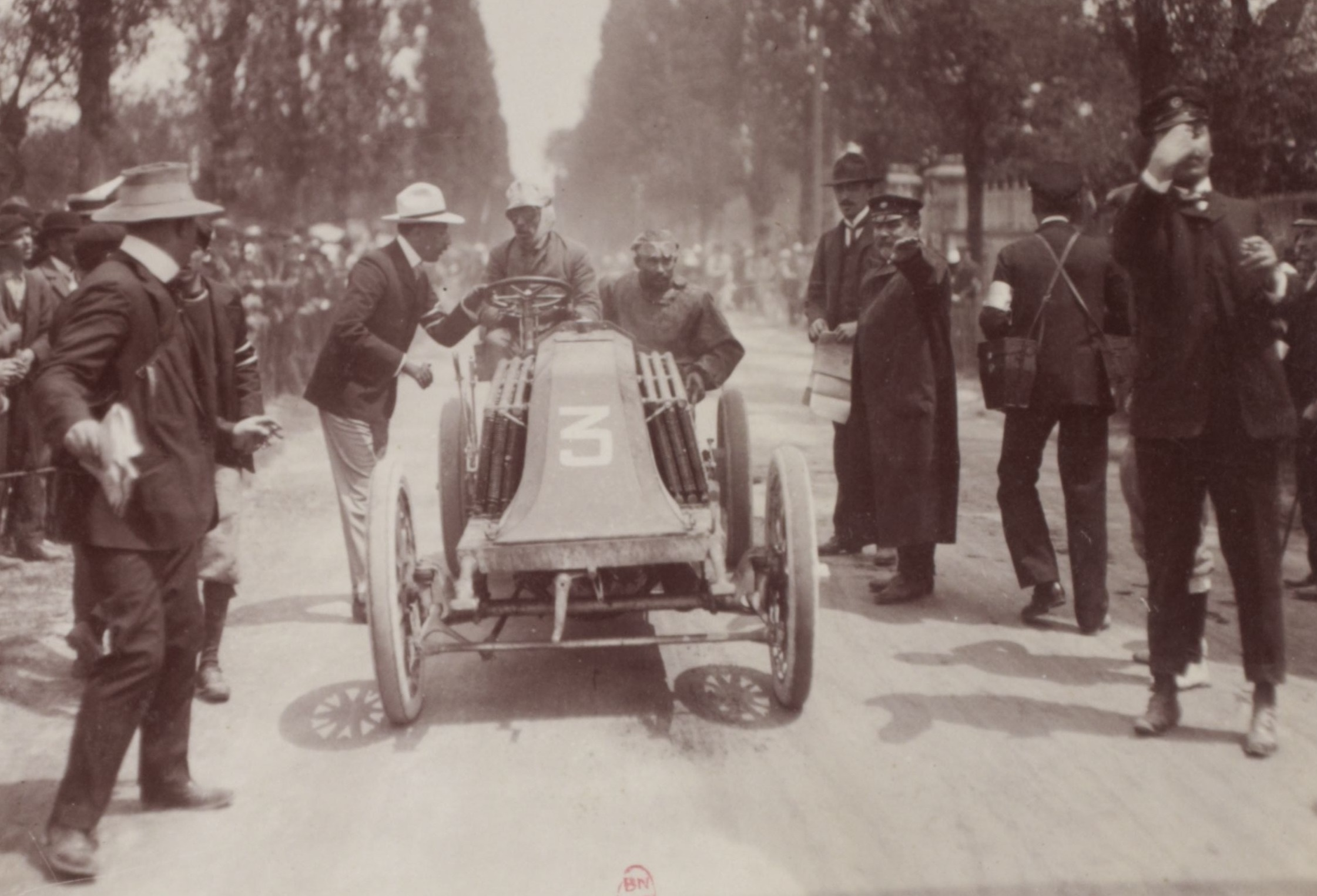
À son arrivée à Bordeaux (Paris-Madrid 1903), alors qu'il est deuxième au général.

Louis Renault, né le 12 février 1877 à Paris et mort le 24 octobre 1944 dans la même ville, est un inventeur, pilote de course et chef d'entreprise français. Il est le fondateur de l'empire industriel Renault, ce qui en fait un pionnier de l'industrie automobile française.
Avec son entreprise, il contribue intensivement à l'effort de guerre durant la Première Guerre mondiale. À la fin de la Seconde Guerre mondiale, accusé de collaboration économique avec l'occupant, il est arrêté en septembre 1944 et meurt en détention le mois suivant sans que son procès puisse avoir lieu. Son entreprise est ensuite saisie et nationalisée par le Gouvernement provisoire de la République française.

## Biographie

### Généalogie de Louis Renault

#### Ascendance
|  |                            |  |  |  |  |  |  |  |  |  |  |  |  |  |  |  |
|  | 8. Pierre Renault          |  |  |  |  |  |  |  |  |  |  |  |  |  |  |  |
|  |                            |  |  |  |  |  |  |  |  |  |  |  |  |  |  |  |
|  |                            |  |  |  |  |  |  |  |  |  |  |  |  |  |  |  |
|  | 4. Alexandre Renault       |  |  |  |  |  |  |  |  |  |  |  |  |  |  |  |
|  |                            |  |  |  |  |  |  |  |  |  |  |  |  |  |  |  |
|  |                            |  |  |  |  |  |  |  |  |  |  |  |  |  |  |  |
|  | 9. Jeanne Saillant         |  |  |  |  |  |  |  |  |  |  |  |  |  |  |  |
|  |                            |  |  |  |  |  |  |  |  |  |  |  |  |  |  |  |
|  |                            |  |  |  |  |  |  |  |  |  |  |  |  |  |  |  |
|  | 2. Alfred Renault          |  |  |  |  |  |  |  |  |  |  |  |  |  |  |  |
|  |                            |  |  |  |  |  |  |  |  |  |  |  |  |  |  |  |
|  |                            |  |  |  |  |  |  |  |  |  |  |  |  |  |  |  |
|  | 10. Louis Bardet           |  |  |  |  |  |  |  |  |  |  |  |  |  |  |  |
|  |                            |  |  |  |  |  |  |  |  |  |  |  |  |  |  |  |
|  |                            |  |  |  |  |  |  |  |  |  |  |  |  |  |  |  |
|  | 5. Eugénie Bardet          |  |  |  |  |  |  |  |  |  |  |  |  |  |  |  |
|  |                            |  |  |  |  |  |  |  |  |  |  |  |  |  |  |  |
|  |                            |  |  |  |  |  |  |  |  |  |  |  |  |  |  |  |
|  | 11. Victoire Angibau       |  |  |  |  |  |  |  |  |  |  |  |  |  |  |  |
|  |                            |  |  |  |  |  |  |  |  |  |  |  |  |  |  |  |
|  |                            |  |  |  |  |  |  |  |  |  |  |  |  |  |  |  |
|  | 1. Louis Renault           |  |  |  |  |  |  |  |  |  |  |  |  |  |  |  |
|  |                            |  |  |  |  |  |  |  |  |  |  |  |  |  |  |  |
|  |                            |  |  |  |  |  |  |  |  |  |  |  |  |  |  |  |
|  | 6. François Zozime Magnien |  |  |  |  |  |  |  |  |  |  |  |  |  |  |  |
|  |                            |  |  |  |  |  |  |  |  |  |  |  |  |  |  |  |
|  |                            |  |  |  |  |  |  |  |  |  |  |  |  |  |  |  |
|  | 3. Louise Berthe Magnien   |  |  |  |  |  |  |  |  |  |  |  |  |  |  |  |
|  |                            |  |  |  |  |  |  |  |  |  |  |  |  |  |  |  |
|  |                            |  |  |  |  |  |  |  |  |  |  |  |  |  |  |  |
|  | 7. Louise Adélaïde Fougery |  |  |  |  |  |  |  |  |  |  |  |  |  |  |  |
|  |                            |  |  |  |  |  |  |  |  |  |  |  |  |  |  |  |
|  |                            |  |  |  |  |  |  |  |  |  |  |  |  |  |  |  |

#### Descendance
- Maurice Boullaire (24 mai 1868 - 22 mars 1906, Paris) et Alice Goupil (1870-??) se sont mariés le 30 mai 1892 ; ils sont les beaux-parents de Louis Renault.
  - Leur fille Christiane Boullaire (17 février 1895 - 28 mars 1979) épouse le 26 septembre 1918 à Herqueville, Normandie Louis Renault. Ils ont un fils : 
    - Jean-Louis Renault (1920-1982) qui a eu huit enfants issus de quatre mariages (avec Jeanine Godon, Anne-Marie Menesguen, Claire Lieux et Maryse Masserann ) :
      - Annick Renault, épouse Fabry
      - Christine Renault
      - Hélène Renault, épouse de Laurent Dingli
      - Louis Renault
      - Henry Renault
      - Olivier Renault
      - Stéphane Renault
      - Emmanuelle Renault

### Enfance de Louis Renault

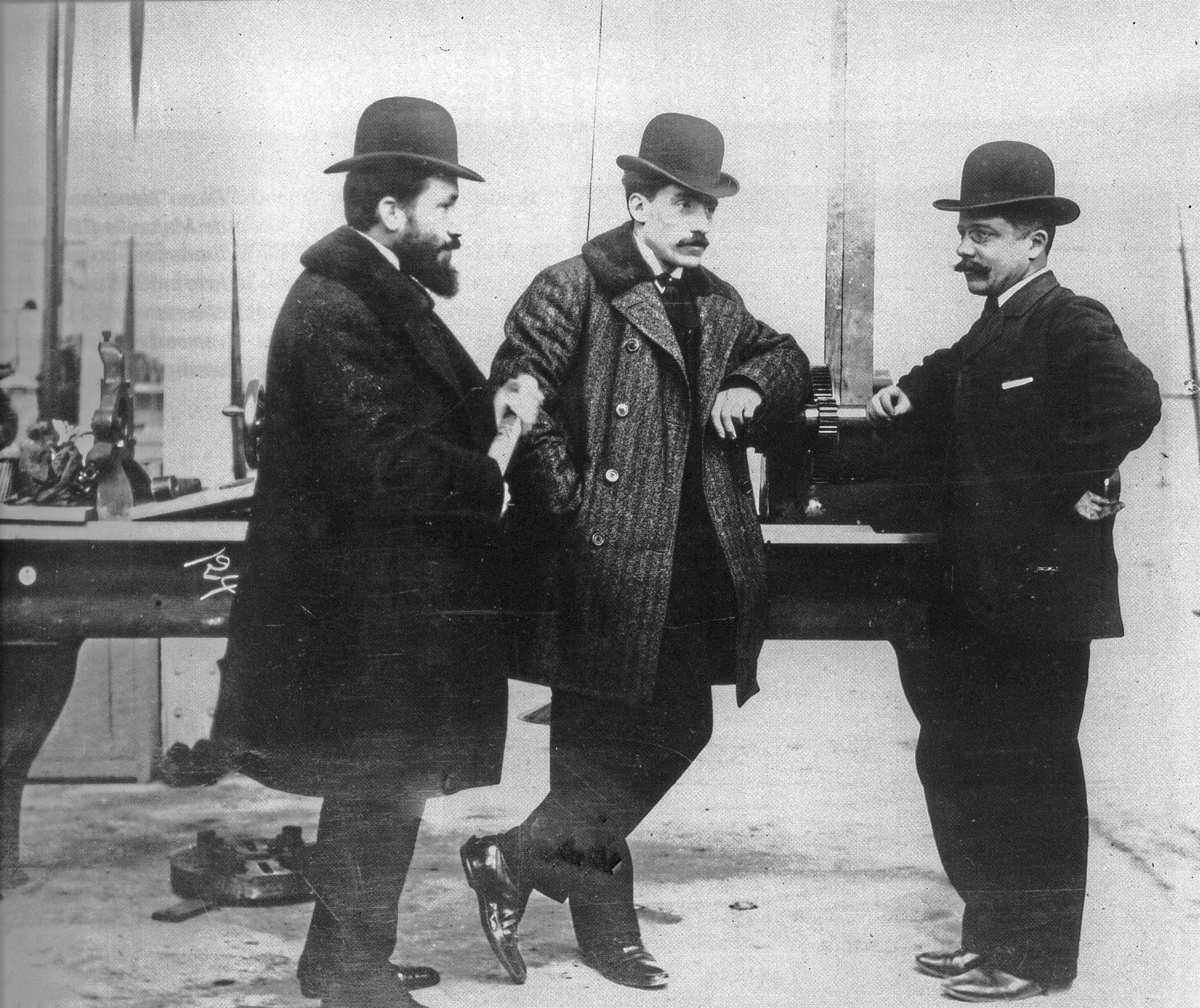
Les trois frères Renault : Marcel, Louis et Fernand.

Louis Renault naît au 14 place de Laborde à Paris 8e dans une famille bourgeoise parisienne dont il est le dernier enfant sur cinq. Il a une sœur, Marie Berthe (1868-1889), et trois frères, Marie Joseph (1863-1886), Fernand (1864-1909) et Marcel (1872-1903).
Son père, Alfred Renault avait construit une solide fortune dans le commerce de tissus et de boutons. Sa mère, Louise Berthe Magnien était fille de grands commerçants.
En 1891, alors que Louis est âgé de 14 ans, passionné de mécanique et d'électricité, timide et solitaire, peu bavard, il installe un atelier au fond du jardin de la résidence secondaire familiale à Boulogne-Billancourt près de Paris. Il modifie un moteur Panhard, multiplie les inventions, dessine inlassablement des plans, dépose ses premiers brevets et s’enferme dans sa solitude créative. Sa passion le pousse à négliger ses études. L'historien Jean-Pierre Rioux parle de « médiocres études couronnées par un refus de passer Centrale ». Il passe une grande partie de son temps dans l’atelier où Léon Serpollet fabrique des moteurs de voiture à vapeur.
Il étudie au lycée Condorcet dans le 9e arrondissement où il côtoie notamment un certain André Citroën, qui deviendra son grand rival. Il abandonne les études qui ne sont pas son fort après le baccalauréat et compte sur son imagination prolifique, son intuition et son pragmatisme.

### Première automobile

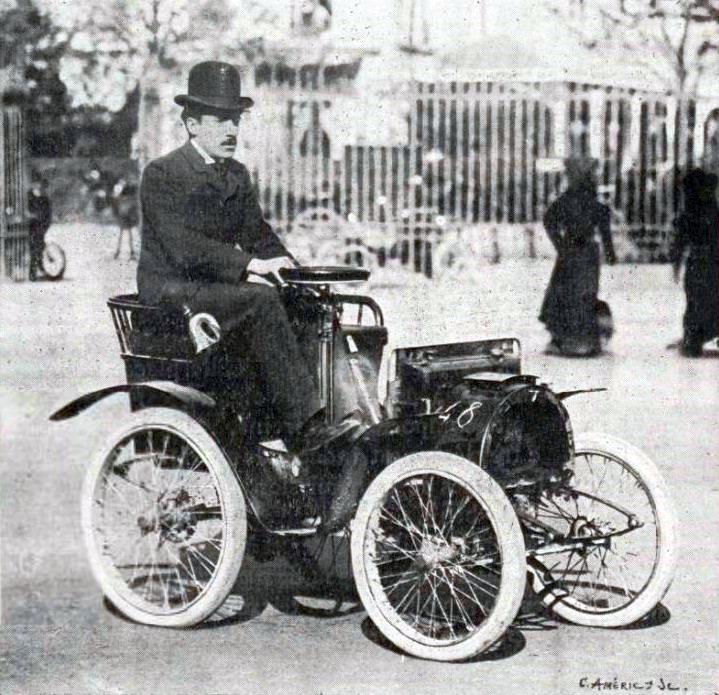
Victorieux du Paris-Rambouillet 1899 avec sa première voiturette Renault Type A (son frère Marcel est troisième de l'épreuve).

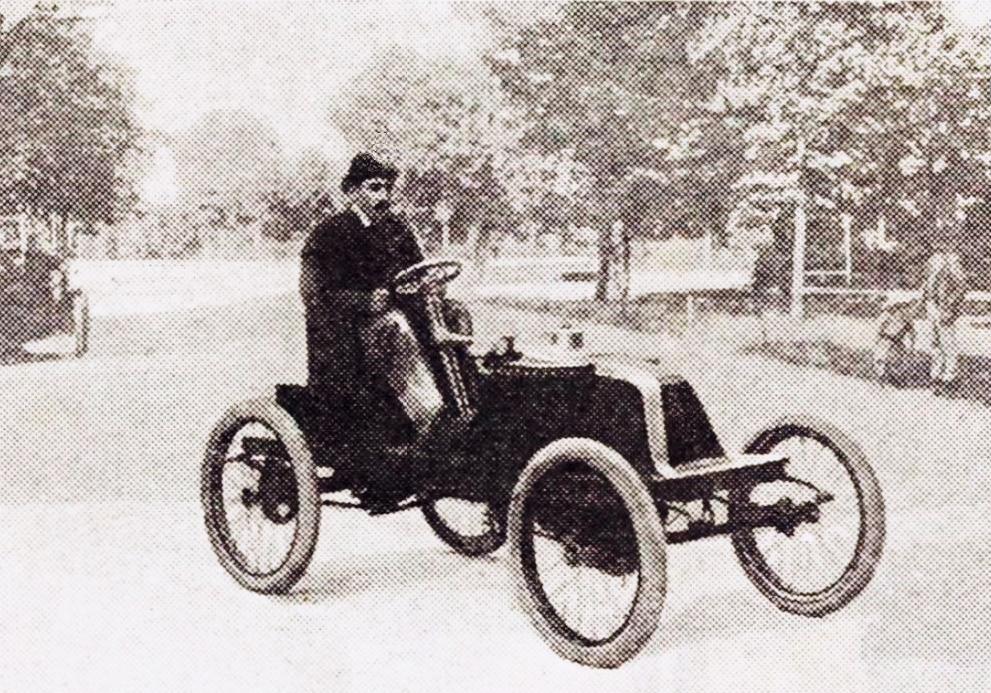
Sur sa première voiturette après Paris-Bordeaux 1901 (où il a terminé général).

Avant cette date, Louis Renault a tout de même essayé de créer sa première entreprise, mais ce n'est qu'en 1898, à l'âge de 21 ans, qu'il construit, avec l'aide de son compagnon de régiment Edward Richet, sa première voiturette, la Renault Type A, en modifiant un tricycle De Dion-Bouton pour y ajouter une quatrième roue, une transmission par cardan, une boîte à trois vitesses avec la troisième en « prise directe » de son invention, et une marche arrière, le tout capable de rouler à 45 km/h.
Le 24 décembre 1898, lors du réveillon de Noël avec ses frères et des amis, en gravissant au volant de sa petite voiture devant une foule épatée, toute la rue Lepic, il empoche ses douze premières commandes fermes assorties d'un acompte de soixante louis d’or et décide de devenir constructeur d’automobiles. Quelques mois plus tard, il dépose le brevet de la boîte de vitesses à « prise directe », qui va être à l'origine de sa fortune en étant adoptée par tous les constructeurs automobiles de l'époque.

### Fondation de Renault Frères

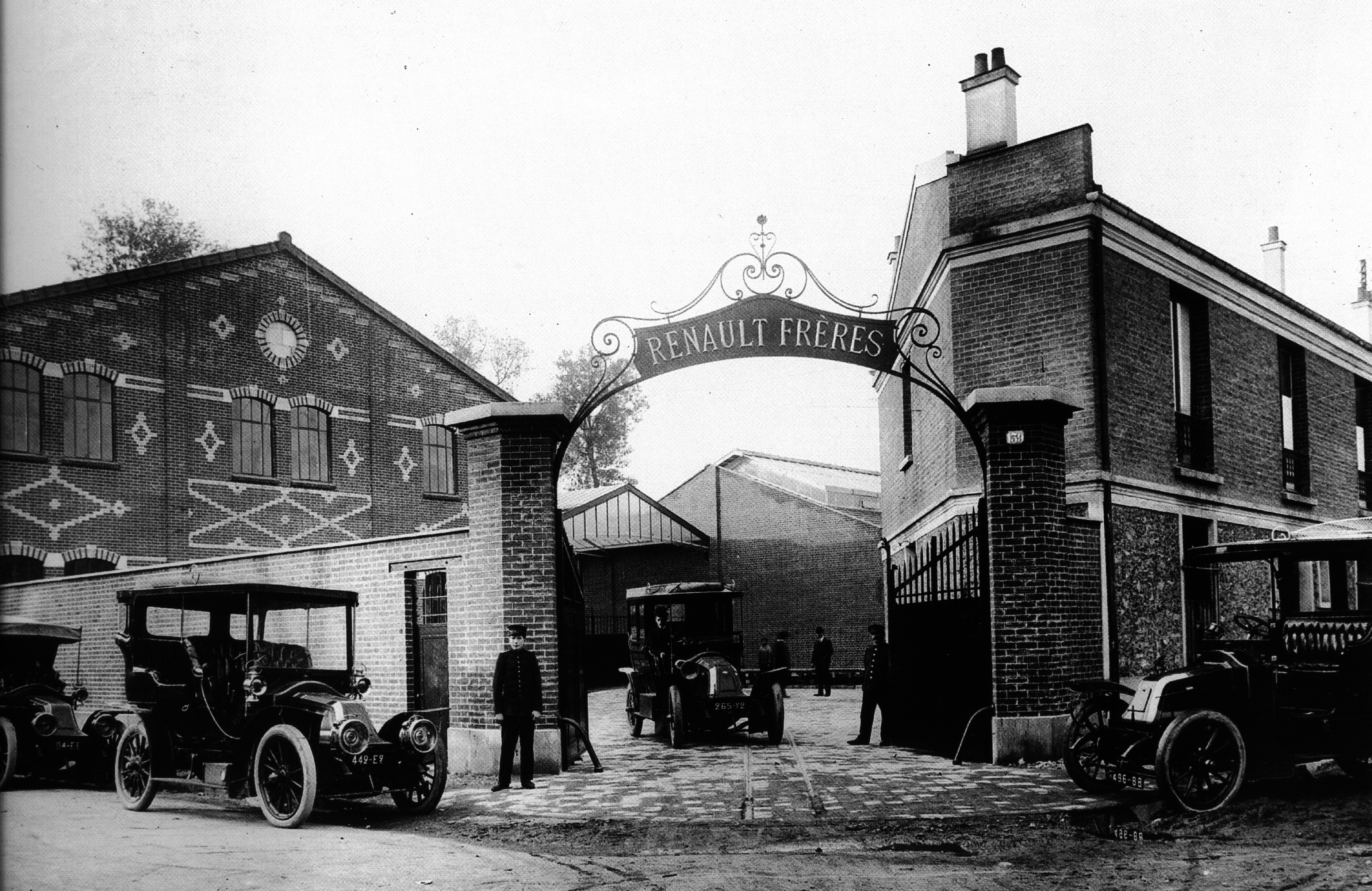
Entrée de l'usine Renault Frères, rue du Cours (actuelle avenue Émile-Zola) à Boulogne-Billancourt au début du XXe siècle.

Le 25 février 1899, ses deux frères Marcel et Fernand, qui gèrent la firme de textile paternelle « Renault Fils, tissus en gros » fondent la société Renault Frères au 10, rue du Cours à Boulogne-Billancourt (actuelle avenue Émile-Zola) en apportant chacun la moitié d'un capital de 60 000 francs-or et 60 employés sans croire véritablement ni à l'automobile ni au génie de leur frère. Marcel se charge de l'administratif; Louis n'est pas associé mais simple salarié; mis à l'épreuve et bénéficiaire de son brevet, il se consacre complètement à la conception et la construction des voitures. À la fin de la première année, 76 voiturettes sont produites et vendues.

### Pilote de course automobile

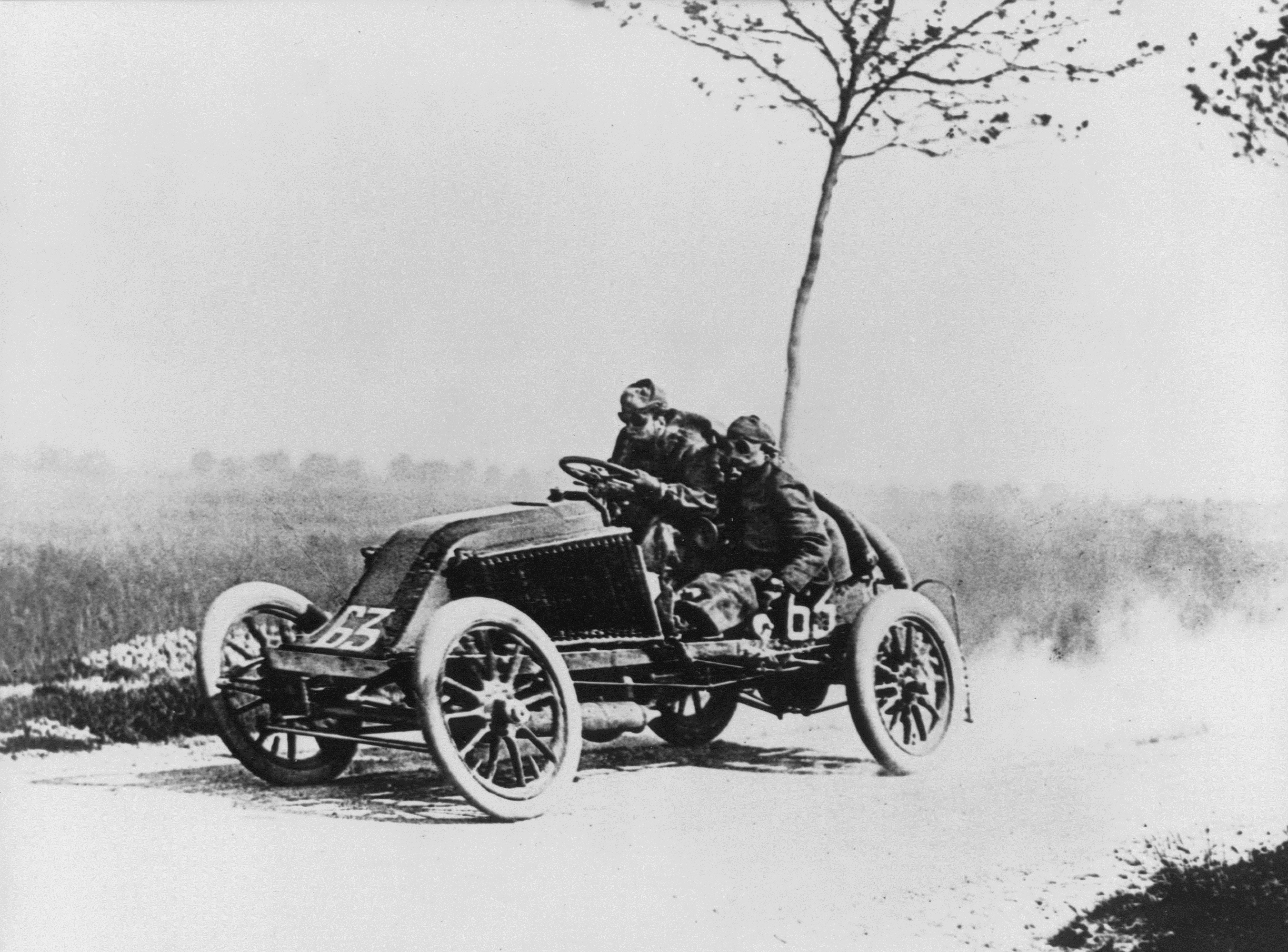
La voiture de Marcel Renault dans le Paris-Madrid en 1903.

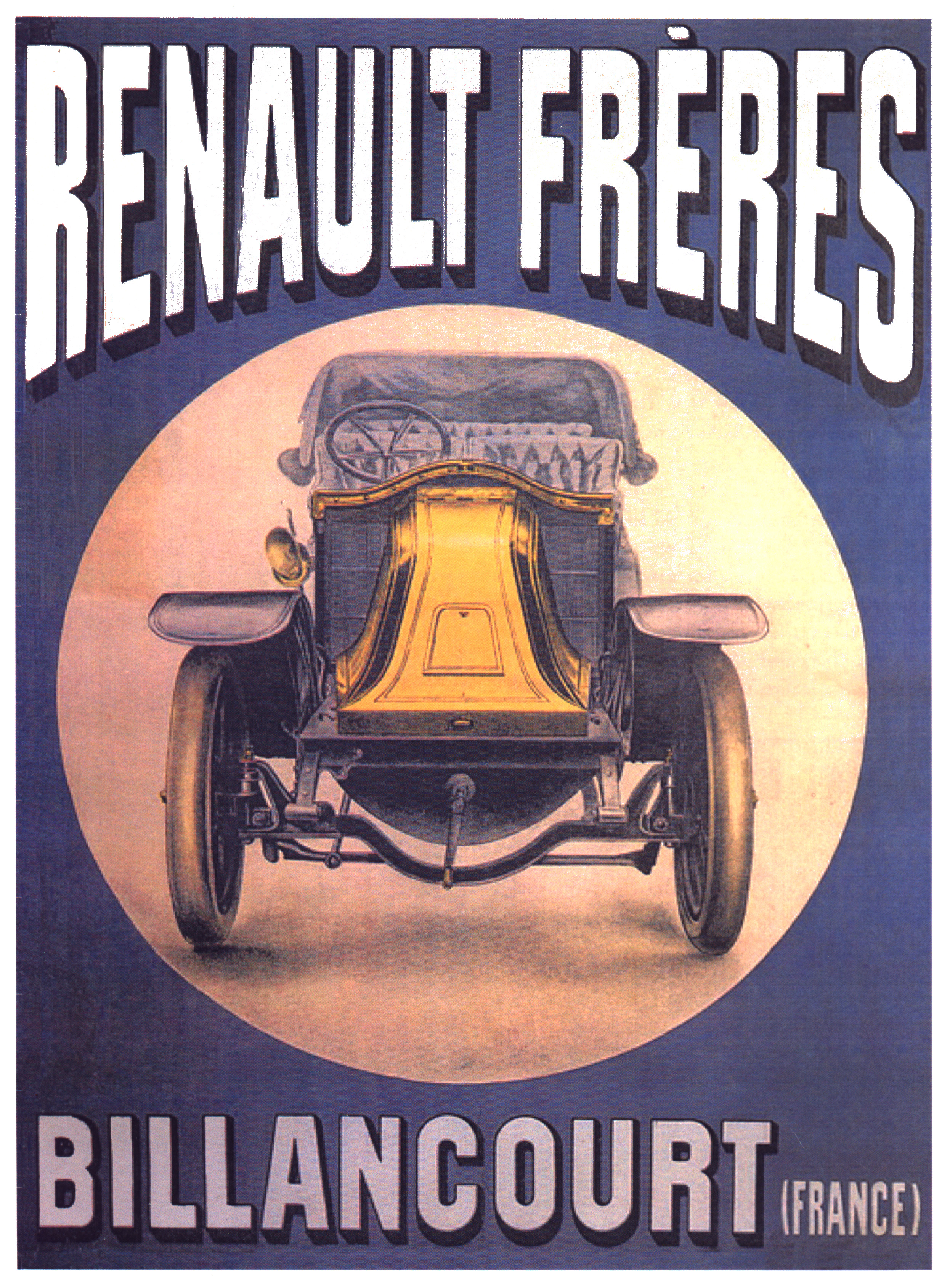
Publicité des « voitures Renault Frères ».

En août 1899, Louis s'aligne avec Marcel au départ de la course Paris-Trouville et obtient sa première victoire de Voiturettes (dite Coupe des Chauffeurs Amateurs) d'une série de courses disputées de ville à ville,. Dans leur catégorie spécifique, les Renault n’ont désormais pas de rivaux. Les frères Renault gagnent dans la foulée Paris-Ostende (Louis 9e au général en 1899), Paris-Rambouillet, Paris-Toulouse-Paris (Louis 10e au général en 1900 (*), tout en achevant la même année la construction de sa première voiture à conduite intérieure), le second Circuit du Sud-Ouest — ou Grand Prix de Pau — (Louis 5e au général en 1901), Paris-Bordeaux (Louis 12e au général, et Marcel 13e), Paris-Berlin (Louis 8e au général), ainsi que la première étape du Paris-Arras-Paris (par Louis en 1902 au général, et Marcel classé 3e). Leurs succès répétés en courses font la célébrité et le succès de la marque, et des commandes sont même passées à cette époque pour 3 000 francs or, soit dix ans d'un salaire moyen de l'époque. Marcel — et son mécanicien embarqué René Vauthier — gagnent même au classement général cette fois la course Paris-Vienne, en 1902 (Louis 28e).
Louis et Marcel participent à la course Paris-Toulouse-Paris 1900 (de 1 448 km) durant l'année des Jeux olympiques d'été de 1900. Renault domine ainsi la catégorie des voiturettes (- de 400 kg) dans le cadre des Sports de l'Exposition Universelle de 1900 non reconnus officiellement par le comité olympique, et impose de fait ce nouveau concept - 1er toutes catégories confondues : Alfred Velghe. Les deux frères Renault obtiennent alors une médaille de vermeil Voiturettes et le prix de 4 000 francs allant avec, ainsi qu'une plaquette d'or en Voiturettes de 250 à 400 kilogrammes.
En 1902 toujours, les usines Renault s'étendent sur 7 500 m2 à Boulogne-Billancourt avec plusieurs modèles au catalogue. Louis présente son premier moteur Renault, 24 ch, 4 cylindres.

### Disparition accidentelle de Marcel Renault
En 1903, Louis perd son frère Marcel, âgé de 31 ans, victime d’une sortie de route près de Couhé-Vérac en Poitou-Charentes lors de la course automobile Paris-Madrid, alors que lui-même est déclaré deuxième après l'arrêt de la course à Bordeaux, et premier des voiturettes (Szisz étant son mécanicien).
Traumatisé par cette mort, il abandonne la compétition et recrute des pilotes expérimentés pour piloter ses voitures partout dans le monde — le premier aux États-Unis étant Joe Tracy —, notamment Ferenc Szisz sur le modèle AK ou encore le Russe Constantin Kapoustine en 1907 vainqueur de la Coupe Piotr Beliaeïv, le Français émigré aux États-Unis Charles Basle en 1909, et le Russe « Basil » (Alexandre) Soldatenkov — attaché de l'ambassade de Russie à Paris — qui obtient victoire et podium lors de sprints à Saint-Pétersbourg en 1912, avec une 35 CV. Paul Lacroix, directeur de la société américaine Renault Frères Selling Branch, remporte associé à Maurice Bernin les 24 Heures de Morris Park en 1907, puis il engage la 35 CV « Agatha » victorieuse de celles de Brighton Beach en 1909 avec Basle et Louis Raffalovich. Lacroix recrute encore l'Américain Lewis Strang pour Renault en 1908 (sixième et premier Américain au GP des États-Unis) et 1909. Louis Renault rachète les parts de société de son frère disparu, et Fernand développe le réseau commercial de Renault Frères en France, en Europe et aux États-Unis.
En 1905, la société reçoit sa première grosse commande : 250 taxis. Louis transforme ses installations artisanales en industrie de production de série et devient le premier constructeur automobile français. Deux ans plus tard, un taxi sur deux en France et au Royaume-Uni est une Renault qui s'exporte avec succès jusqu'à New York et Buenos Aires.
En 1906, Louis se lance avec succès dans sa seconde passion : la fabrication de moteurs d'avion performants qui battent record sur record dans les airs. La même année, il est nommé chevalier de la Légion d'honneur.
En 1908, Fernand Renault vend ses parts de société à Louis et prend sa retraite. Il meurt des suites d'une longue maladie en 1909. Louis Renault devient alors à 32 ans seul héritier de la fortune familiale et seul maître de sa société qu'il rebaptise « Société des automobiles Louis Renault ». Il est très inventif et ses voitures sont de plus en plus efficaces. D'après Jean-Pierre Rioux, la santé de l'entreprise est liée à la période de la Belle Époque, très favorable du point de vue économique, mais aussi à « une sagesse instinctive et assez provinciale, assez française somme toute. Louis Renault est resté un descendant de merciers et de maquignons ».
En 1911, il effectue un voyage aux États-Unis pour étudier les méthodes industrielles de son concurrent Henry Ford avec son modèle unique et pas cher, la Ford T. Sa tentative d'appliquer le chronométrage pour augmenter la productivité (taylorisme) en France se heurte à de sérieux problèmes sociaux et il essuie un mouvement de grève en 1913 dans son usine de plus de 136 000 m2. Souvent autoritaire et colérique, parfois intransigeant, Louis Renault sait aussi faire preuve d'ouverture d'esprit et de souplesse dans la gestion des affaires sociales. S'il a recours au lock-out, comme la plupart des industriels de cette période, il est pourtant l'un des premiers à autoriser la délégation ouvrière dans ses usines (1912) et à introduire d'importantes réformes sociales, de concert avec son ami, le socialiste Albert Thomas, pendant la Grande Guerre. Pour Louis Renault « Il s'agit aussi d'utiliser la main-d’œuvre à plein, de lui serrer la bride — [...] — quitte à bien la payer et lui offrir sur place quelques commodités d'hygiène et un magasin coopératif où pendent les saucissons secs. ». Le bureau d'études reste son domaine réservé ; il s'y montre acharné au travail, surdoué, prolifique, inventif et plein de génie.

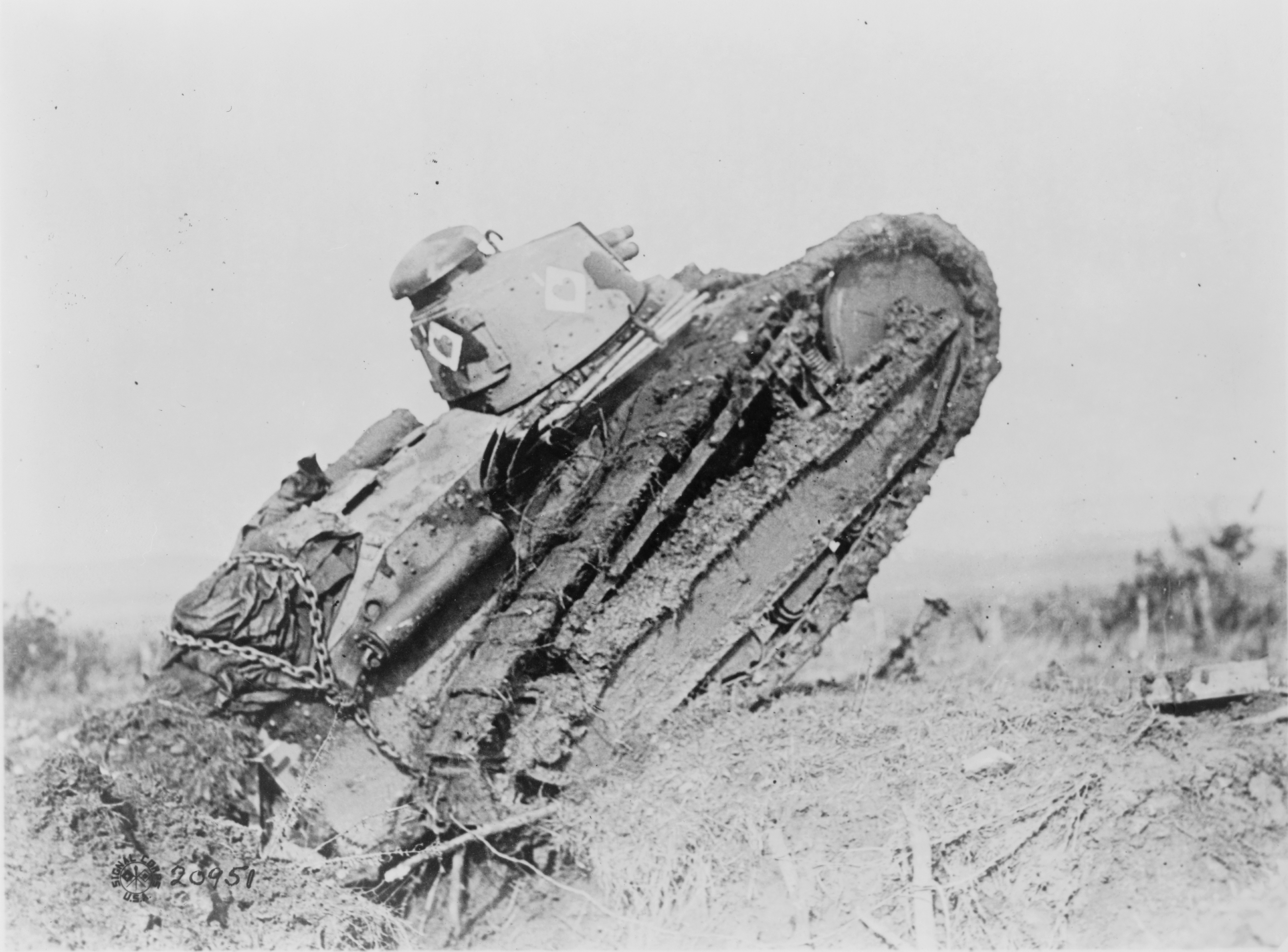
Char Renault FT sur le front de la Première Guerre mondiale en 1918.

Il est président de la chambre syndicale des constructeurs automobiles de 1913 à 1918.
Après une longue liaison avec la cantatrice Jeanne Hatto, il épouse le 26 septembre 1918, (à 41 ans) à Herqueville (Eure) la sœur de Jacques Boullaire, Christiane Boullaire. Le couple a ensuite un fils unique Jean-Louis. Christiane devient plus tard la maîtresse de Drieu la Rochelle qui décrit ensuite leur liaison dans son roman Béloukia et l'entraîne vers le fascisme.

### Première Guerre mondiale
Les usines de Billancourt sont en partie fermées au moment de la mobilisation, en août 1914. Mais les exigences de la Défense Nationale et la rapide avancée de l'armée allemande contraignent les autorités à rouvrir l'entreprise. Louis Renault, lui-même mobilisé comme sapeur-aérostier, et quelques-uns de ses ouvriers et collaborateurs sont mis en sursis d'appel ou rappelés du front. En août 1914, il est convoqué par l'état-major, puis envoyé à Bordeaux pour y rencontrer le ministre Millerand, replié avec le gouvernement Poincaré depuis le 2 septembre. Il reçoit l'ordre de fabriquer des obus en grande quantité pour l'armée. Il en livrera 7 millions contre 24 millions pour son rival André Citroën. En septembre, 1 200 taxis Renault sont réquisitionnés par le général Joseph Gallieni pour envoyer des renforts à la VIe armée du général Maunoury et stopper ainsi l'avancée allemande ; ils entrent ainsi dans la légende sous le nom de « taxis de la Marne ». Ses camions servirent aussi à transporter l'approvisionnement de Verdun par la Voie sacrée en 1916.
Pendant quatre ans, Louis Renault participe intensivement à l'effort de la guerre. En plus des voitures, camions, tracteurs, obus et fusées, il construit des éléments de fusils et de canons, des moteurs d'avion et même des appareils de reconnaissance (avion AR). Du torpédo 11 CV type « guerre » à la 6 cylindres du maréchal Joffre, Renault livre à l'armée à peu près tous les types de voitures de sa gamme de l'année 1914. En 1917, avec l'appui du général Jean Estienne, l'industriel dessine et construit le premier char mitrailleur léger Renault FT dont les qualités remarquables contribuent à la victoire finale de 1918. Leur mobilité démoralise l'ennemi.
Cette participation à l'effort de guerre aurait été impossible sans le travail intensif du personnel des usines Renault. En plus des ouvriers mobilisés, rappelés du Front, l'entreprise bénéficie d'un contingent important de main-d'œuvre féminine, étrangère et coloniale. La pénibilité des conditions de travail (onze heures par jour, sept jours sur sept jusqu'en 1917), la lassitude de la guerre et le coût élevé de la vie, entraînent d'importants mouvements sociaux, surtout en 1917, à Paris, Billancourt et dans toute la région parisienne. C'est à cette époque que Renault introduit, en concertation avec Albert Thomas, d'importantes réformes sociales, tels que l'institution des délégués ouvriers ou encore l'établissement d'un salaire minimum. Déjà, avant ce mouvement de grève, Renault avait favorisé à Billancourt la création d'une grande coopérative ouvrière (1916) et dès avant la guerre, une société de secours mutuel, qui assuraient à une partie de son personnel des indemnités en cas de maladie. D'après l'historien Patrick Fridenson, Louis Renault fut l'un des pères des allocations familiales en France. Les conditions de travail pendant la Grande Guerre n'en demeuraient pas moins très pénibles et souvent dangereuses. L'effondrement d'un atelier provoqua ainsi la mort de 26 personnes, en juin 1917.
L'usine a bénéficié économiquement de la période, triplant pratiquement sa capacité en quatre ans. Ses effectifs ont également fortement augmenté passant de 6 000 à 22 000 personnes
C'est à la fin de la guerre que Louis Renault imagine plusieurs projets sociaux, notamment l'accession à la propriété de la classe ouvrière, le développement des transports péri-urbains, la création de cités-jardins ou encore l'institution de commissions régionales paritaires, patronales et ouvrières. La contribution exceptionnelle de Louis Renault à la victoire des Alliés fait de lui un héros international et décuple l'image de l'entreprise Renault dans le monde. En 1918, il est nommé officier de la Légion d'honneur.
Le rôle de Louis Renault pendant cette période est décrit en détail par Luc Bastard.

### Entre-deux-guerres

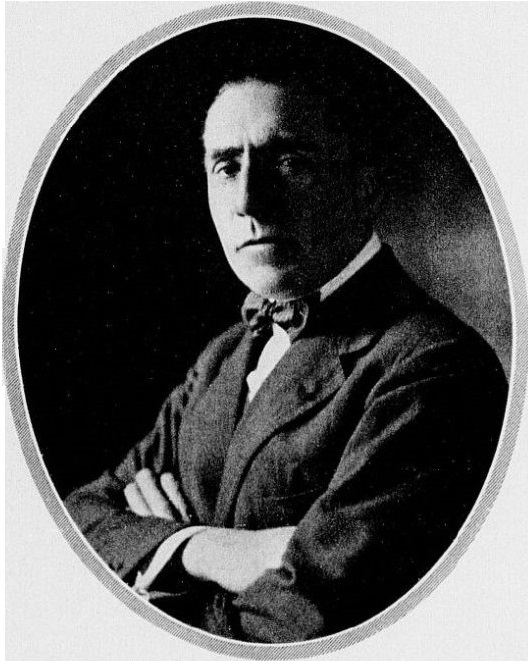
Louis Renault en 1924.

En 1919, les Américains, épargnés par la guerre, ont pris une considérable avance économique, industrielle et technologique sur l'Europe et sont entrés dans l'ère de la consommation, grâce surtout à Ford qui produit en série des véhicules bon marché démocratisés, moteurs de l'économie nationale américaine. L'âge d'or des voitures françaises est terminé.
Louis Renault est un des trois cofondateurs de la Compagnie des messageries aériennes.
L'empire Renault se développe et en 1928 Louis Renault est le patron autoritaire et emblématique de 20 000 employés, une place qu'il occupe pendant presque vingt ans.
En 1921, Louis Renault transforme avec succès la « société anonyme des usines Renault (SAUR) » en empire industriel et fait entrer une banque dans son capital pour tenir tête à la concurrence mondiale. À l'image de Ford, Renault acquiert l'ensemble des éléments utiles à son développement : fonderies, forges, carrières de sable, domaine forestier, scierie, aciers, carton, caoutchouc, huiles, lubrifiants, matériel électrique, etc.
Louis Renault passe beaucoup de temps et investit beaucoup d'argent dans l'archipel Chausey, au point d'en être considéré comme un bienfaiteur,. Il y fait intégralement réhabiliter et reconstruire le Vieux Fort de janvier 1923 à avril 1924.

### Île Seguin à Boulogne-Billancourt, symbole des luttes sociales ouvrières

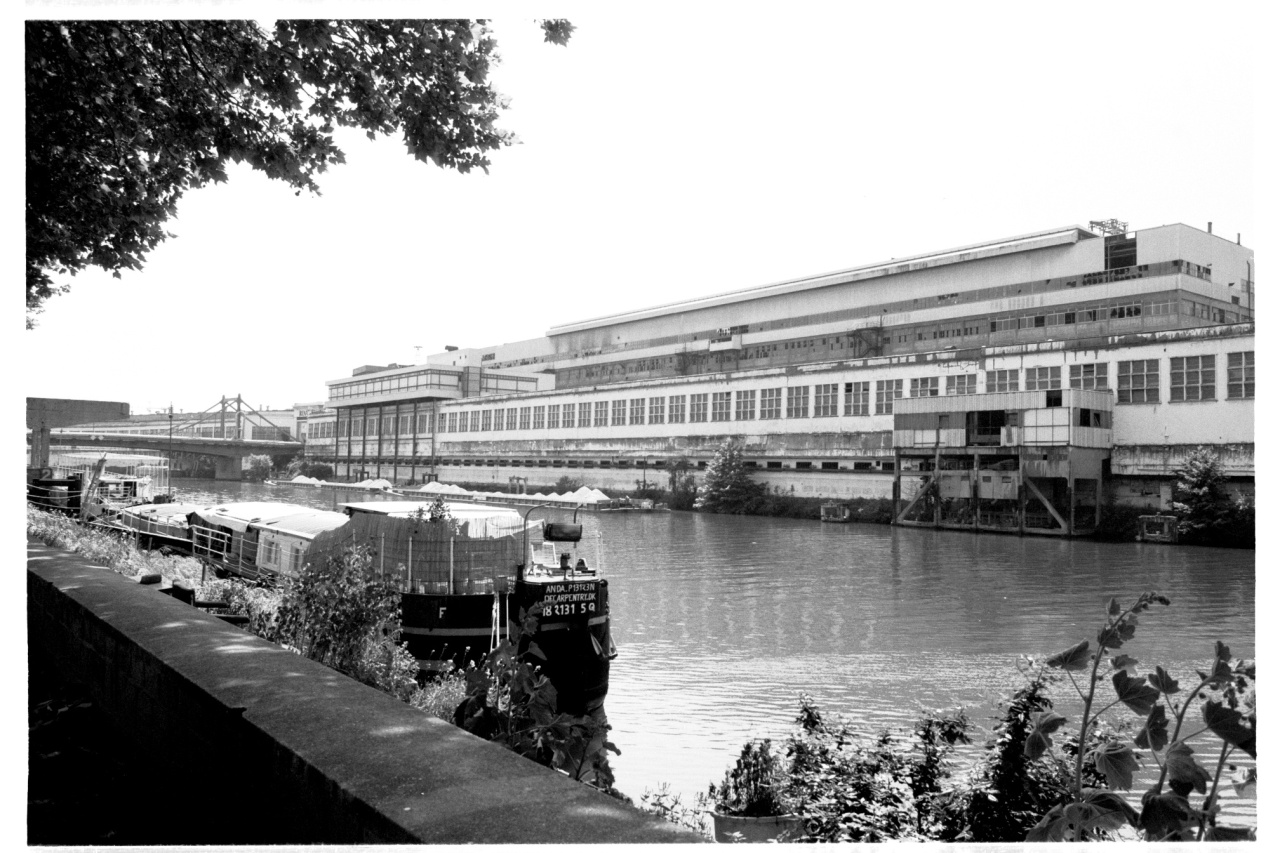
Usine Renault de l'Île Seguin à Boulogne-Billancourt.

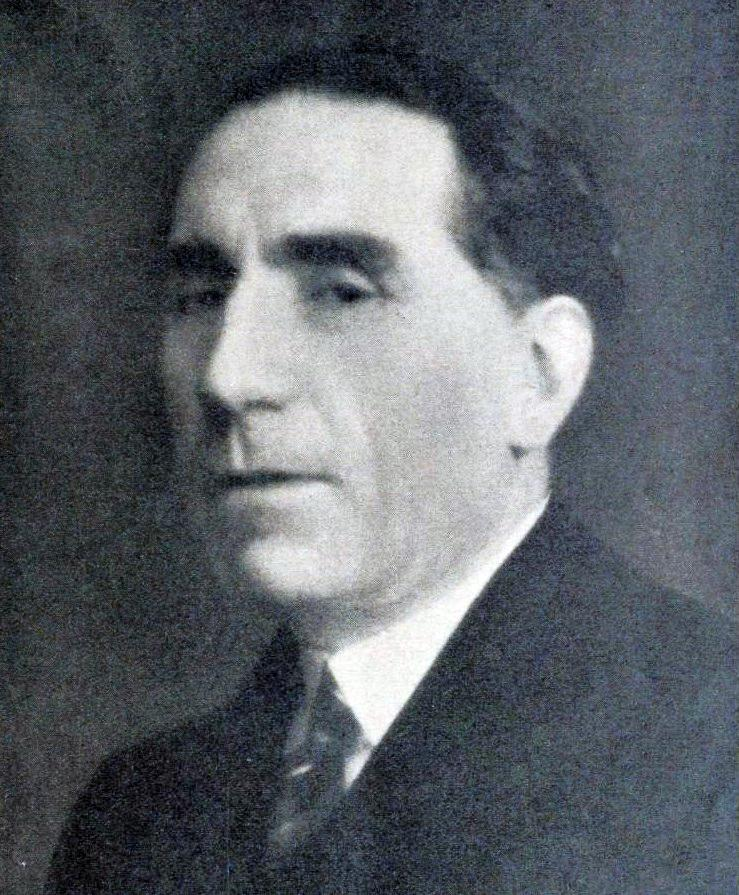
Louis Renault en 1936

En 1922, Louis lance sa première chaîne de montage moderne et en 1929 il démarre sa grande usine historique de fabrication moderne sur l'île Seguin à Boulogne-Billancourt, symbole et emblème de progrès industriel et symbole de luttes sociales.
« L'île Seguin conquise prendra en 1935, sous l’œil en forme d'objectif de Robert Doisneau, la massivité grisâtre d'un immense cuirassé de ciment frais, les machines neuves font florès, les effectifs croissent encore, passant de 21 000 en 1919 à 33 000 vingt ans plus tard. »
Il entre également en compétition effrénée dans tous les domaines industriels et techniques avec son grand rival André Citroën aux dépens des petits constructeurs qui disparaissent progressivement. Face à la forte progression de la marque Citroën, un constructeur bien plus récent que Renault, il affirme : « Je suis très heureux d’avoir Monsieur Citroën comme concurrent, car il fait travailler et oblige à la lutte ».
En 1928, Jean Mermoz franchit la cordillère des Andes à bord d'un Latécoère 25 à moteur Renault.
En 1929, la marque est présente dans 49 pays partout dans le monde mais les États-Unis assurent 85 % de la production automobile mondiale. Louis Renault rachète la société des avions Caudron, entre dans le capital d'Air France et participe à la création d'Air Bleu pour le transport postal aérien en France.
En 1932, il est nommé grand officier de la Légion d'honneur.
En 1934, Citroën lance avec succès la révolutionnaire Citroën Traction Avant, mais André Citroën doit déposer le bilan à la suite d'une gestion hasardeuse et meurt l'année suivante. Malgré les sollicitations du gouvernement, Louis refuse de reprendre son concurrent par peur des difficultés de fusion au profit de l'industriel Michelin.
Le 21 février 1935 sur son initiative, il rencontre à Berlin Adolf Hitler pendant deux heures à la chancellerie du Reich, après une brève rencontre protocolaire sur le stand Renault au salon de l'automobile de Berlin. Pacifiste convaincu et fasciné par la modernisation de l'Allemagne nazie, il tente de convaincre le chancelier allemand que le seul moyen de préserver la paix en Europe est une entente économique entre les deux pays dans le cadre d'un accord franco-allemand.
En 1936, à la suite de la victoire du Front populaire aux élections législatives d'avril, les ouvriers de Renault Boulogne-Billancourt deviennent les champions de l'amélioration des conditions de travail et de vie et de la lutte ouvrière syndicale en France. Les « Renault » sont à la pointe du progrès arrachant congés payés, convention collective et présence de délégués. La production atteint en même temps le chiffre record de 61 146 véhicules. La même année, Louis Renault est décoré de la grand-croix de la Légion d'honneur. Mais, selon Jean-Pierre Rioux, il a perdu la face.

### Seconde Guerre mondiale

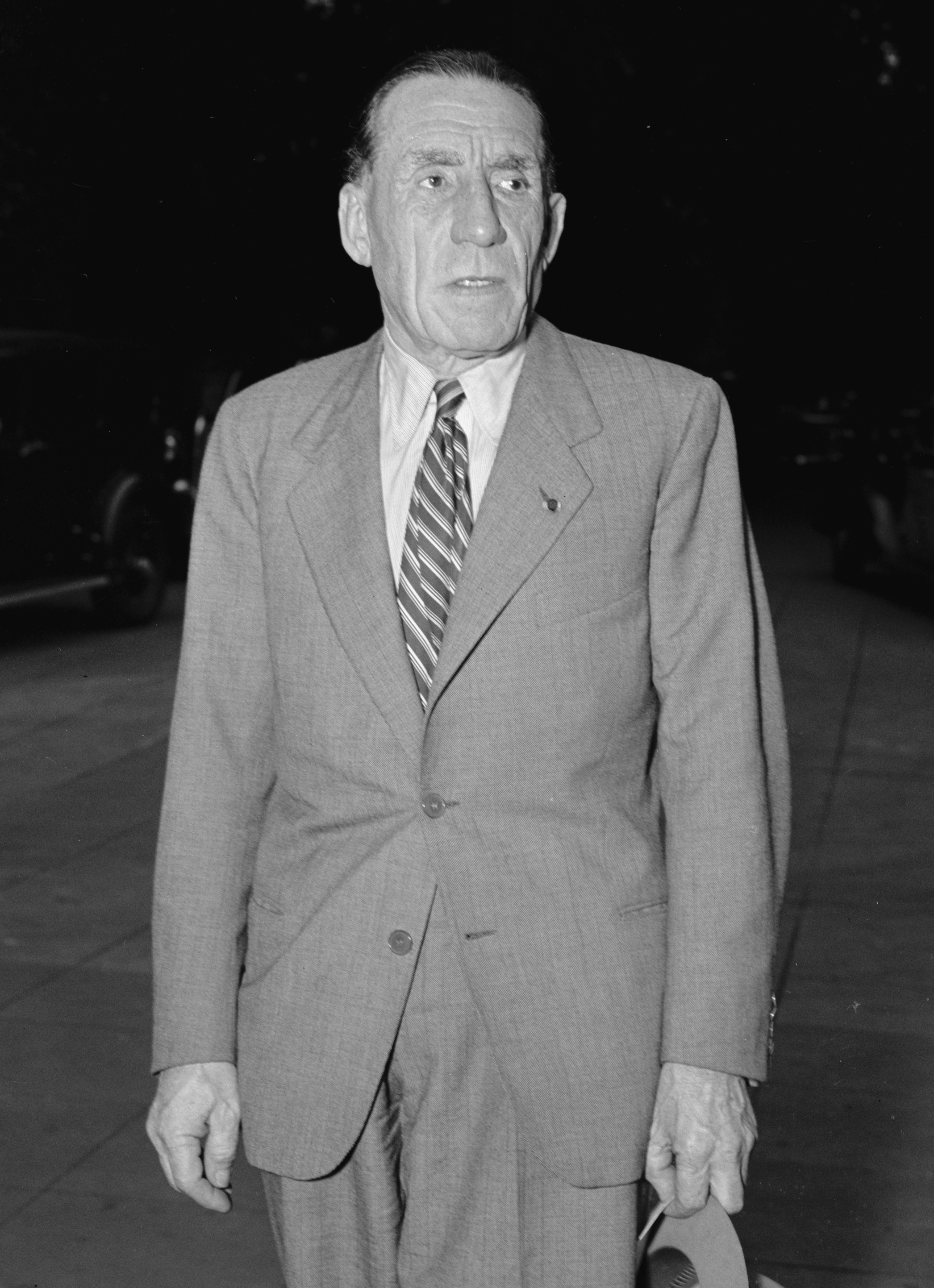
Louis Renault à Washington en juin 1940.

En 1939, les usines de Billancourt sont parmi les premiers fournisseurs de matériel de guerre pour l'armée française. En mai 1940, Louis Renault s'envole pour les États-Unis afin d'y accélérer la production de chars de combat dans le but de résister à l'avancée allemande.
Pendant son absence, une grande partie du territoire français est occupée par les troupes allemandes. Ses usines sont réquisitionnées par la Wehrmacht et, une fois qu'il est de retour à Paris, deux ateliers, détachés de l'usine, sont contraints de réparer des chars de combat (Renault), à la suite d'un accord intervenu entre François Lehideux, le baron Petiet et le ministre allemand Schmidt. Mais François Lehideux quitte ensuite Renault pour prendre à la demande du régime de Vichy des fonctions de coordination de l'industrie automobile. En mars 1942, les bombardements alliés frappent l'usine et ses riverains, faisant 500 morts et 2 000 blessés à Boulogne-Billancourt. Louis Renault, de retour de ses vacances à Saint-Moritz, décide de reconstruire et, de fait, de maintenir la production sur le site de Boulogne-Billancourt, pour les Allemands, même si le niveau d'activité est bien inférieur à celui constaté dans l'entre-deux-guerres. Son degré d'implication dans la collaboration avec l'occupant a donné lieu à des débats entre historiens, avec des thèses très différentes, dont celle d'Annie Lacroix-Riz, qui dénonce les tentatives de réhabilitation de l'industriel, aux points de vue de Laurent Dingli qui s'est employé à fournir des éléments historiques pour cette réhabilitation, et qui est par ailleurs le mari de la petite-fille de Louis Renault,.

### Incarcération et disparition
Après la libération de Paris, Louis Renault est accusé de collaboration. Un mandat est délivré contre lui le 19 septembre 1944 pour « atteinte à la sûreté extérieure de l'État ». Le 23 septembre 1944, malade, il se rend librement à la convocation d'un juge qui l'inculpe et le fait aussitôt incarcérer à la prison de Fresnes. Il meurt un mois après son incarcération le 24 octobre à l'âge de 67 ans, à la clinique des frères Saint-Jean-de-Dieu, à Paris. Selon sa famille, l'industriel serait mort des suites de mauvais traitements que lui auraient fait subir ses gardiens. Selon les documents aujourd'hui ouverts à la recherche, et selon l'historien américain Herbert R. Lottman, le décès est la suite de la maladie dont il souffrait déjà au moment de son arrestation.
Son épouse ayant déposé une « plainte contre X » pour assassinat, l'instruction de cette plainte, menée en 1956-1957, a débouché sur un non-lieu et n'a pas apporté la confirmation des soupçons émis par la plaignante.
Louis Renault est inhumé à Herqueville (Eure), commune dans laquelle il possédait un château et dans laquelle s'étendait, en partie, son domaine agricole de 1 700 hectares. Il possédait aussi un hôtel particulier au 88 de l'avenue Foch à Paris. 

## Nationalisation de l'entreprise
Le 16 janvier 1945, trois mois après la mort de Louis Renault, une ordonnance du Gouvernement provisoire de la République française présidé par le général de Gaulle prononce la dissolution de la société Renault et sa nationalisation sous le nom de « régie nationale des usines Renault ». Dans l'exposé des motifs, Louis Renault est accusé de collaboration. La confiscation ne s'applique qu'aux parts détenues par Louis Renault et les administrateurs. Les petits actionnaires sont quant à eux indemnisés.
En 2011, sept des petits-enfants de Louis Renault engagent une procédure afin d'obtenir une indemnisation du préjudice causé par la nationalisation. Ils tentent de faire valoir la question prioritaire de constitutionnalité, en arguant que l'ordonnance no 45-68 du 16 janvier 1945 qui institue la nationalisation serait contraire aux droits fondamentaux, de la propriété notamment. Ils sont déboutés le 11 janvier 2012 par le tribunal de grande instance de Paris qui se déclare incompétent pour statuer sur leur demande. Leurs avocats annoncent leur décision de faire appel. Le 21 novembre 2012, la cour d'appel de Paris confirme la décision du 11 janvier 2012 du tribunal de grande instance de Paris. La Cour de cassation rend le 2 juillet 2013 une décision de non admission du pourvoi et donc d'un non renvoi au Conseil constitutionnel de la question prioritaire de constitutionnalité formulée, confirmant l'arrêt de la cour d'appel. Le 4 mai 2016, une contestation de refus de transmission d'une nouvelle question prioritaire de constitutionnalité au sujet de l'ordonnance de 1945 par la cour administrative d'appel de Paris est examinée par le Conseil d'État, qui valide la décision en ne la renvoyant pas au Conseil constitutionnel.

## Distinctions
- Grand-croix de la Légion d'honneur (1936)[10].
- Président d'honneur de la Chambre syndicale des constructeurs d'automobiles[43], qu'il préside dès la fusion des trois précédentes chambres, de 1913 à 1918[44]
- Fondateur en 1917 du syndicat du Groupe des industries métallurgiques, mécaniques et connexes de la région parisienne[45].